# Lego Ultimate Collector's Series
La gamme Ultimate Collector('s) Series ou UCS (en français Série Ultime pour Collectionneurs) est un sous-thème des produits de la marque Lego. Les sets labellisés UCS sont plus grands et plus détaillés que les autres modèles Lego. De manière générale, ils sont destinés aux constructeurs plus âgés et expérimentés. Les modèles UCS ne sont pas toujours à l'échelle des mini-figurines Lego et, contrairement à la plupart des autres sets Lego Star Wars, n'incluent quasiment pas de mini-figurines avant 2005. Le Faucon Millenium (numéro de set 10179), sorti en octobre 2007, est le premier set UCS à inclure 5 mini-figurines à l'échelle.
La dénomination de la gamme a évolué dans le temps et en fonction des thèmes et licences Lego, et a même disparu un temps. D'abord Ultimate Collector Series dédiée à l'univers Star Wars, elle devient Ultimate Collector's Series pour quelques sets (notamment l'Ultimate Collector's Millennium Falcon 10179), puis reprend son nom d'origine à partir de 2014 et le Sandcrawler (réf. 75059). En 2006, la gamme s'étend à l'univers DC  avec la Batmobile Ultimate Collectors' Edition 7784, puis à Marvel avec l'hélitransport du SHIELD Ces variations ou absence de label rendent plus difficile la constitution d'une liste "officielle" de la série, et entrainent des débats entre fans de Lego sur l'appartenance ou non d'un set à la gamme UCS,. L'apparition d'une nouvelle catégorie, la Master Builder Series, complexifie la situation et pousse Lego a communiquer sur ce point : 
« The Master Builder Series models are large playsets and beside being complex builds they are characterized by having many play features and functions, interior details as well as a range of minifigures.  Ultimate Collectors Series will remain highly detailed display models providing complex builds with a focus on authenticity and both Ultimate Collectors Series and Master Builder Series will continue as a way to highlight the unique characteristic of each style of model. »,.

« Les modèles de la série Master Builder sont de grands sets et, en plus d'être des constructions complexes, ils se distinguent par de nombreuses caractéristiques et fonctionnalités ludiques, des détails intérieurs ainsi qu'une gamme de mini-figures.
Les modèles de la série Ultimate Collectors resteront des modèles d'exposition très détaillés offrant des constructions complexes et mettant l'accent sur l'authenticité, et les deux séries Ultimate Collectors et Master Builder continueront à mettre en valeur les caractéristiques uniques de chaque style de modèle. »

— Kim E. Thomsen, Engagement Manager The LEGO® Ambassador Network, 30 août 2018
Cette définition permet d'intégrer les gros sets qui ont suivi, non estampillés "UCS", Star Wars, DC Comics ou Marvel, mais qui se distinguent par le nombre de pièces, les détails et le sujet emblématique. Ils font majoritairement partie de la collection LEGO Icons. Ils sont indiqués avec un astérisque dans la liste ci-après.
Les UCS les plus chers sont le Faucon Millenium et l'AT-AT (799 euros à leur sortie). La tour Eiffel, haute de 149 cm, est le set Lego possédant le plus grand nombre de pièces (10001), dépassant de peu le Titanic (9090 pièces). Le set possédant le plus grand nombre de pièces reste la Carte du Monde avec 11695 pièces, tableau qui n'est toutefois composé que de petites pièces plates 1x1 rondes.

## Liste des sets
| Nom                                                     | Numéro | Mini-figurines | Sortie | Pièces |
| ------------------------------------------------------- | ------ | --- | ------ | ------ |
| TIE Interceptor                                         | 7181   | Aucune | 2000   | 703    |
| X-wing Fighter                                          | 7191   | R2-D2 | 2000   | 1300   |
| Yoda                                                    | 7194   | Aucune | 2002   | 1075   |
| La Batmobile: Ultimate Collectors' Edition              | 7784   | Aucune | 2006   | 1045   |
| Darth Maul                                              | 10018  | Aucune | 2001   | 1868   |
| Rebel Blockade Runner                                   | 10019  | Aucune | 2001   | 1747   |
| Special Edition Naboo Starfighter                       | 10026  | Aucune | 2002   | 187    |
| Imperial Star Destroyer                                 | 10030  | Aucune | 2002   | 3096   |
| Rebel Snowspeeder                                       | 10129  | Aucune | 2003   | 1457   |
| Y-wing Attack Starfighter                               | 10134  | R5-D4 | 2004   | 1473   |
| L'Étoile Noire II                                       | 10143  | Aucune | 2005   | 3441   |
| Sandcrawler                                             | 10144  | Owen Lars, trois Jawas, C-3PO, un droïde Gonk EG-6, un droïde Treadwell, un droïde ASP, ainsi que trois droïdes Astromécanos : R1-G4, R2-D2, et R5-D4 | 2005   | 1669   |
| Imperial AT-ST                                          | 10174  | Aucune | 2006   | 1068   |
| Vader's TIE Advanced                                    | 10175  | Aucune | 2006   | 1212   |
| AT-AT motorisé                                          | 10178  | Luke Skywalker, un pilote d'AT-AT, le Général Veers, un Snowtrooper | 2007   | 1137   |
| Ultimate Collector's Millennium Falcon                  | 10179  | Luke Skywalker, Princesse Leia, Han Solo, Chewbacca et Obi-Wan Kenobi | 2007   | 5197   |
| General Grievous                                        | 10186  | Aucune | 2008   | 1085   |
| L'Étoile Noire                                          | 10188  | Luke Skywalker (tenue Tatooine, Stormtrooper et Jedi), Han Solo (tenue classique et Stromtrooper), Dark Vador, Empereur Palpatine, Princesse Leia, Chewbacca, Obi-Wan Kenobi, Wilhuff Tarkin, C-3PO, R2-D2, deux Stromtroopers, deux Trooper Impériaux, deux Gardes Royal, un R2-Q5, un droide assassin, un droide de protocole, un droide d'interrogation et un droide souris | 2008   | 3803   |
| Le Republic Dropship avec l'AT-OT Walker                | 10195  | Deux pilotes clones et six soldats clones | 2009   | 1758   |
| Imperial Shuttle                                        | 10212  | Luke Skywalker, Dark Vador, un Stormtrooper, un Officier impérial et un Pilote impérial | 2010   | 2503   |
| Obi-Wan's Jedi Starfighter                              | 10215  | Aucune | 2010   | 676    |
| Super Star Destroyer                                    | 10221  | Dark Vador, Amiral Firmus Piett, Bossk, Dengar et IG-88 | 2011   | 3152   |
| R2-D2                                                   | 10225  | R2-D2 | 2012   | 2127   |
| B-Wing Starfighter                                      | 10227  | Aucune | 2012   | 1487   |
| Le Village Ewok                                         | 10236  | Luke Skywalker, Han Solo, Princesse Leia, Chewbacca, C-3PO, R2-D2, Wicket Warrick (Ewok), Chef Chirpa (Ewok), Teebo (Ework), Logray (Ewok), un guerrier Ewok, deux Stormtroopers, deux Scout Troopers et deux Commandos Rebelles (un avec une barbe) | 2013   | 1990   |
| Red Five X-wing Starfighter                             | 10240  | R2-D2 | 2013   | 1559   |
| Sandcrawler                                             | 75059  | Luke Skywalker, C-3PO, R2-D2, Owen Lars, quatre Jawas (dont avec badge en or), un R5-D8, un R2 Unit, un R1 Series droid, un Gonk droid, un Treadwell droid et un Mini treadwell droid | 2014   | 3296   |
| Slave I                                                 | 75060  | Boba Fett, Han Solo, un Stormtrooper et un garde Bespin | 2015   | 1996   |
| TIE Fighter                                             | 75095  | Pilote de TIE fighter | 2015   | 1685   |
| L'Attaque de Hoth                                       | 75098  | Luke Skywalker, Han Solo, Wedge Antilles, Wes Janson, Toryn Farr, deux Snowtroopers, un officier Rebelle, cinq Rebelles Hoth, un R3-A2 et un K-3PO | 2016   | 2144   |
| Snowspeeder                                             | 75144  | Pilote Zev Senesca, Copilote Will Scotian | 2017   | 1703   |
| L'Étoile de la Mort                                     | 75159  | Luke Skywalker (tenue Tatooine, Stormtrooper et Jedi), Han Solo (tenue classique et Stromtrooper), Dark Vador, Empereur Palpatine, Princesse Leia, Chewbacca, Obi-Wan Kenobi, Wilhuff Tarkin, C-3PO, R2-D2, deux Stromtroopers, deux Troopers d'Étoile de la Mort, deux Trooper Impériaux, deux Artilleurs Impériaux, un Officier de la Marine Impériale, un Officier Impérial, un droïde d'Étoile de la Mort, un astromech impérial, un droïde d’interrogation et un droïde souris | 2016   | 4016   |
| Y-wing Starfighter                                      | 75181  | Dutch Vander et Astromech Droid R2-BHD | 2018   | 1967   |
| UCS Millennium Falcon                                   | 75192  | Han Solo (jeune), Han Solo (vieux), Princesse Leia, Finn, Rey, Chewbacca, BB-8 et C-3PO | 2017   | 7541   |
| Imperial Star Destroyer                                 | 75252  | Officier impérial, membre d'équipage impérial | 2019   | 4784   |
| Le Tumbler                                              | 76023  | Batman et Le Joker | 2014   | 1869   |
| L'hélitransport du S.H.I.E.L.D.                         | 76042  | Captain America (en statuette et mini-fig.), Œil-de-faucon (en statuette et mini-fig.) Nick Fury (en statuette et mini-fig.), Iron Man (statuette), Veuve noire, Maria Hill, huit Agents du SHIELD (statuettes) | 2015   | 2996   |
| Batman Classic TV Series - Batcave                      | 76052  | Batman, Bruce Wane, Robin, Dick Grayson, Alfred Pennyworth, Le Joker, Pingouin et Sphinx | 2016   | 2526   |
| Le super Hulkbuster                                     | 76105  | Iron Man | 2018   | 1363   |
| Le château de Poudlard*                                 | 71043  | Les quatre fondateurs de Poudlard : Godric Gryffondor, Helga Poufsouffle, Rowena Serdaigle, Salazar Serpentard, trente-deux micro-figurines : Harry Potter, Ron Weasley, Hermione Granger, Neville Londubat, Drago Malefoy, deux élèves de Gryffondor, trois élèves de Poufsouffle, trois élèves de Serdaigle, trois élèves de Serpentard, le professeur Dumbledore, le professeur McGonagall, le professeur Rogue, Remus Lupin, Dolores Ombrage, le concierge Argus Rusard, Voldemort, Bellatrix Lestrange, deux pièces d'échecs, la statue de l'architecte de Poudlard, cinq Détraqueurs | 2018   | 6020   |
| Le Colisée*                                             | 10276  | Aucune | 2020   | 9036   |
| Le chasseur A-wing                                      | 75275  | Pilote de A-wing | 2020   | 1673   |
| 1989 Batwing                                            | 76161  | Batman, le Joker, Lawrence | 2020   | 2363   |
| Cantina de Mos Eisley                                   | 75290  | Luke Skywalker, Obi-wan Kenobi, C3PO, R2D2, Han Solo, Chewbacca, Greedo, Wuher, 3 musiciens de la Cantina, Garindan, 1 Sandtrooper commandant et 1 Sandtrooper, Dr Evazan, Ponda Baba, Jawa, Kabe, Momaw Nadon, Kardue'sai'Malloc et Hrchek Kal Fas | 2020   | 3187   |
| R2 D2                                                   | 75308  | R2D2 | 2021   | 2314   |
| L'hélicoptère de combat de la République                | 75309  | Mace Windu et un Clone trooper commandant phase 1 | 2021   | 3292   |
| Le Titanic*                                             | 10294  | Aucune | 2021   | 9090   |
| AT-AT                                                   | 75313  | Le Général Veers, 4 Snowtroopers, 1 Snowtrooper commandant, 2 pilotes d'AT-AT et Luke Skywalker | 2021   | 6785   |
| Le Razor Crest                                          | 75331  | Din Djarin, le Mythrol (en), Kuiil (en), Grogu dans une nacelle et la version LEGO à construire d’un Blurrg | 2022   | 6187   |
| Le Landspeeder de Luke Skywalker                        | 75341  | Luke Skywalker et C3PO | 2022   | 1890   |
| La tour Eiffel*                                         | 10307  | Aucune | 2022   | 10001  |
| Le Seigneur des Anneaux : Fondcombe*                    | 10316  | Aragorn, Arwen, Bilbon, Boromir, Elrond, Frodon, Gandalf, Gimli, Gloin, Legolas, Merry, Pippin, Sam Gamegie et deux Elfes | 2023   | 6167   |
| Le Chasseur X-Wing                                      | 75355  | Luke Skywalker (nouvelle version) et R2-D2 | 2023   | 1949   |
| Le croiseur d’assaut de classe Venator de la République | 75367  | Capitaine Rex (phase II) et l'amiral Yularen | 2023   | 5374   |
| L'Intercepteur TIE                                      | 75382  | Pilote de TIE et un droïde souris | 2024   | 1931   |
| La barge à voiles de Jabba                              | 75397  | Jabba le Hutt, la princesse Leia, C-3PO, un garde gamorréen, R2-D2, Salacious Crumb, Max Rebo, Kithaba, Bib Fortuna, Vizam et Wooof | 2024   | 3943   |
| Le vaisseau de classe Firespray de Jango Fett           | 75409  | Jango et Boba Fett | 2025   | 2970   |
| Le marcheur AT-ST                                       | 75417  | Pilote d'AT-ST | 2025   | 1513   |